# كيج بروير
كيج بروير (بالإنجليزية: Gage Brewer)‏ هو عازف قيثارة أمريكي، ولد في 1904، وتوفي في 1985.